# Klaipėda universitet
Klaipėda universitet, eller KU (litauisk: Klaipėdos universitetas) - er et statligt universitet i Klaipėda i Litauen, med hovedvægt på hav, social og naturvidenskab. KU har ca 5 400 studenter. KU grundades 1991.
| Skole | Spire Denne artikel om en skole, en uddannelsesinstitution eller uddannelse er en spire som bør udbygges. Du er velkommen til at hjælpe Wikipedia ved at udvide den. |

55°43′28″N 21°07′26″Ø / 55.72458°N 21.12378°Ø